# Meerssen (plaats)
Meerssen (Limburgs: Meersje) is een dorp in het Heuvelland van de Nederlandse provincie Limburg met ongeveer 7.485 inwoners (inclusief Rothem en Raar). Het is sinds 1 januari 1982 de hoofdplaats van de toen gevormde gelijknamige fusiegemeente Meerssen. Samen met Bunde en Rothem vormt de plaats een relatief dichtbevolkt gebied ten noorden van de provinciehoofdstad Maastricht.

## Ligging
Meerssen is gelegen op de grens van het Maasdal en het Geuldal aan de rivier de Geul op ongeveer 50 meter boven NAP. Eveneens kruisen bij Meerssen de snelwegen A2 en A79. Dit geeft aan dat Meerssen een gunstig gelegen plaats is en het dorp wordt regelmatig door toeristen gebruikt als uitvalsbasis naar het Geuldal. Meerssen zelf is eveneens bezienswaardig. De gunstige ligging zorgt er tevens voor dat er veel forensen wonen die werken in Maastricht, Parkstad of Sittard. Nabijgelegen kernen zijn: Rothem, Bunde, Ulestraten en Houthem.
De Geul heeft een aantal nevenstromen met namen als Kleine Geul en Geulke. Ten noorden van het Geuldal liggen hellingbossen zoals het Bunderbos en het Kalverbosch op de Kruisberg en het Vliekerbos op de Wijngaardsberg bij de buurtschap Waterval. In dit bos zijn de bronnetjes van de Vliekerwaterlossing en de Watervalderbeek, die door de weilanden naar Meerssen stroomt om nabij de Pletsmolen overkluisd verder te gaan in de richting van de Geul. Ten zuidoosten liggen de Meerssenerbroek en De Dellen.

## Geschiedenis

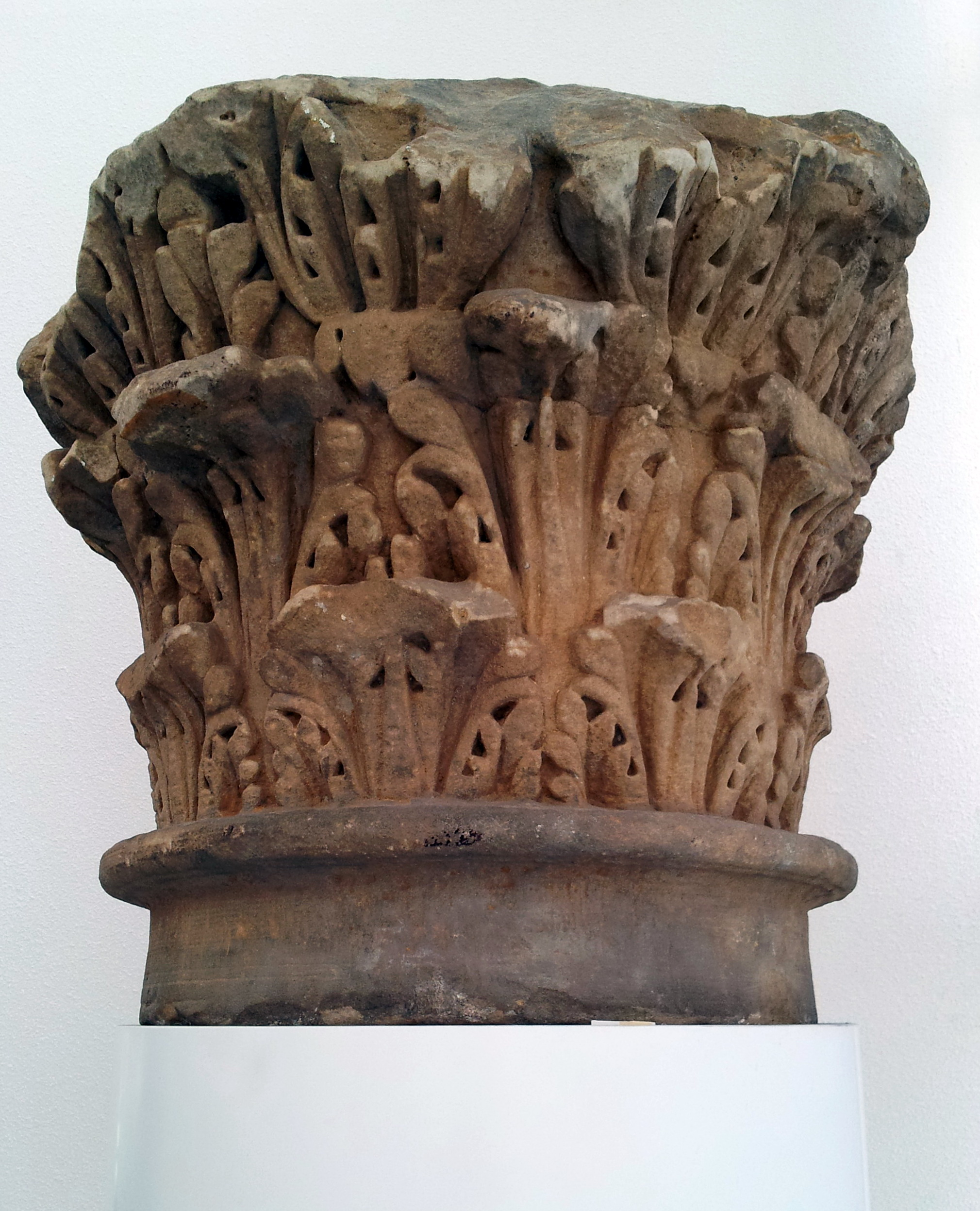
Korinthisch kapiteel (180-220 na Chr.), gevonden in 1871 bij de villa Herkenberg, Meerssen (collectie Centre Céramique, Maastricht)

### Romeinse tijd
In de Romeinse tijd werd het gebied rond Meerssen reeds bewoond. In 1865 ontdekte de priester en amateurarcheoloog Jozef Habets aan de Houthemerweg restanten van de Romeinse villa Meerssen-Onderste Herkenberg, die te boek staat als de grootste Romeinse villa in Nederland. Vlak bij dit complex zijn kalksteengroeven ontdekt, die wellicht eveneens van Romeinse oorsprong zijn. De Romeinse schrijver Plinius de Oudere schreef in zijn Naturalis historia dat mergel gebruikt werd als kunstmest op de akkers van de boeren. De eerste bewoners vestigden zich aan de oever van de Geul. In die tijd was het gebied nog zeer drassig en dit zou een verklaring voor de naam Meerssen zijn: Marsna of Marsana zou zoiets betekenen als moeras. Ook is de naam Meerssen in verband gebracht met het winnen van mergel ("marna").

### Middeleeuwen
In de vroege middeleeuwen was in Meerssen een koninklijke palts gevestigd, een versterkte hof die gebruikt werd als verblijf van de Frankische vorsten (bijvoorbeeld Karel de Grote). Over de oorsprong van de palts is niet veel bekend, maar duidelijk is dat het belang van Meerssen hierdoor toenam. De palts lag immers dicht bij de belangrijke handels- en pelgrimsstad Maastricht en niet ver van het centrum van het Frankische rijk, Aken. De palts van Meerssen was de plek waar Lodewijk de Duitser verbleef tijdens de onderhandelingen over het verdrag van Meerssen in 870. Het verdrag zelf, waarmee Neder-Lotharingen na de dood van Lotharius II werd verdeeld tussen het West-Frankische en het Oost-Frankische Rijk, werd waarschijnlijk in Eijsden getekend.
In 915 overleed Reinier I van Henegouwen, een lokale machthebber in het Maasgebied, te Meerssen. Omstreeks het midden van de 10e eeuw was het allodium Meerssen eigendom van koningin Gerberga, een dochter van de Duitse keizer Hendrik de Vogelaar. Aanvankelijk was Gerberga gehuwd met Giselbert II, een zoon van Reinier van Henegouwen. Na diens dood huwde ze Lodewijk van Overzee, koning van Frankrijk. In 968 schonk Gerberga haar bezittingen in Meerssen, waaronder de palts, aan de benedictijner abdij van Sint-Remigius te Reims. Hieruit ontstond later de proosdij van Meerssen, een belangrijke instelling met veel bezittingen in de omgeving.

### Pelgrimsoord
In 1222 vond, volgens de overlevering, in de proosdijkerk te Meerssen het 'bloedwonder' plaats als gevolg waarvan een pelgrimage ontstond ter ere van het Heilig Sacrament. Door de toevloed van pelgrims waren de benedictijnen van Reims genoopt een grotere kerk te bouwen, de thans nog bestaande Basiliek van het H. Sacrament. De gotische kerk werd in de 14e eeuw gebouwd, wellicht naar ontwerp van Franse bouwmeesters. In 1465 werd de kerk in brand gestoken door troepen van de heer van Borgharen, die betrokken waren in de strijd tussen het prinsbisdom Luik en het hertogdom Brabant. Een boerenknecht zag de kerk in brand staan en redde de hostie uit 1222 - bewaard in een schrijn – uit de vlammen. Meerssen is tot op heden pelgrimsoord gebleven.

### Luchtvaartincident 2021
Medio februari 2021 kwam het dorp Meerssen internationaal in het nieuws door dat onderdelen van een haperende motor van een Boeing 747 vrachtvliegtuig, van Maastricht op weg naar New York, in het dorpscentrum terecht kwamen. Een vergelijkbaar incident deed zich ongeveer tezelfdertijd voor met een Boeing 777 verkeersvliegtuig nabij Denver (Colorado).

## Bezienswaardigheden

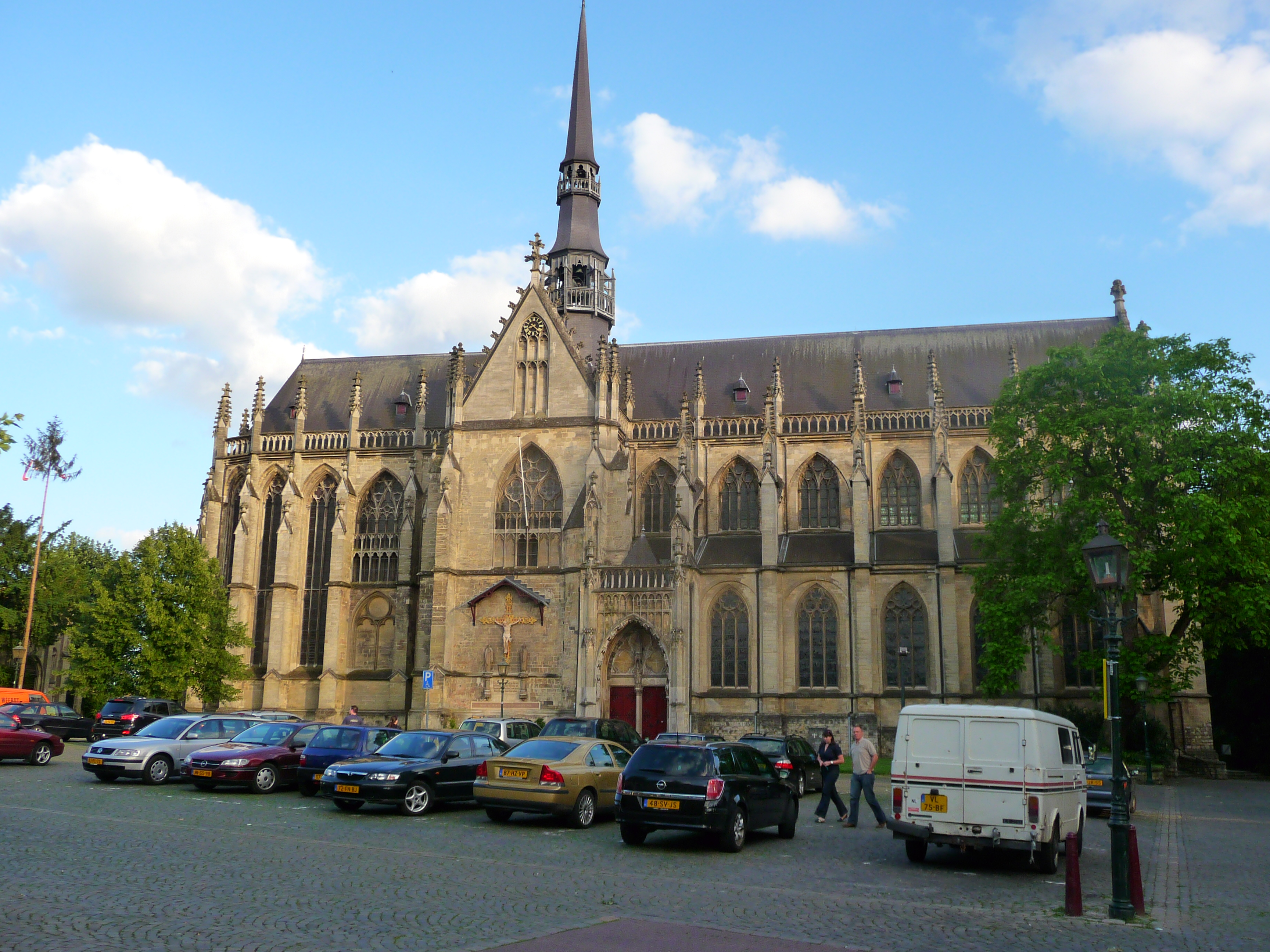
De basiliek van Meerssen

- De Basiliek van het H. Sacrament, in haar huidige vorm daterend uit de 14e eeuw, geldt als een pronkstuk van de Maasgotiek. In deze kerk bevindt zich een 12 meter hoge sacramentstoren met fraai gotisch beeldhouwwerk, ter herinnering aan de wonderen die hier plaatsgevonden zouden hebben.
- Naast de basiliek bevindt zich nog een restant van het Klooster Kleine Zusters van Sint Joseph.
- Het nabij de basiliek gelegen Proosdijpark met daarin de Gloriëtte (een theekoepel), en de Vredeskapel.
- Het Leopoldskerkje
- De Sint-Jozef Arbeiderkerk
- De Sint-Jozefkapel
- De Mariakapel
- Lourdesgrot
- De Synagoge van Meerssen.
- De Joodse begraafplaats
- De monumentale grafkapellen van de Begraafplaats van Aubel, de familie Kleuters-Janssen en de familie Brouwers op de Algemene Begraafplaats Meerssen
- Leden van de Maastrichtse ondernemersfamilie Regout woonden jarenlang in Meerssen en leidden er enkele fabrieken. Een aantal fabrieken, kastelen en villa's liggen op het grondgebied van de gemeente Maastricht. In de buurtschap Weert, vlak bij kasteel Vaeshartelt, bevinden zich de villa's Weert en Zonnevang. Leden van de familie Regout zijn ook in Meerssen begraven, in een monumentale grafkelder naast de Basiliek.
- Het oude stationsgebouw van Meerssen uit 1900 is eveneens een rijksmonument.

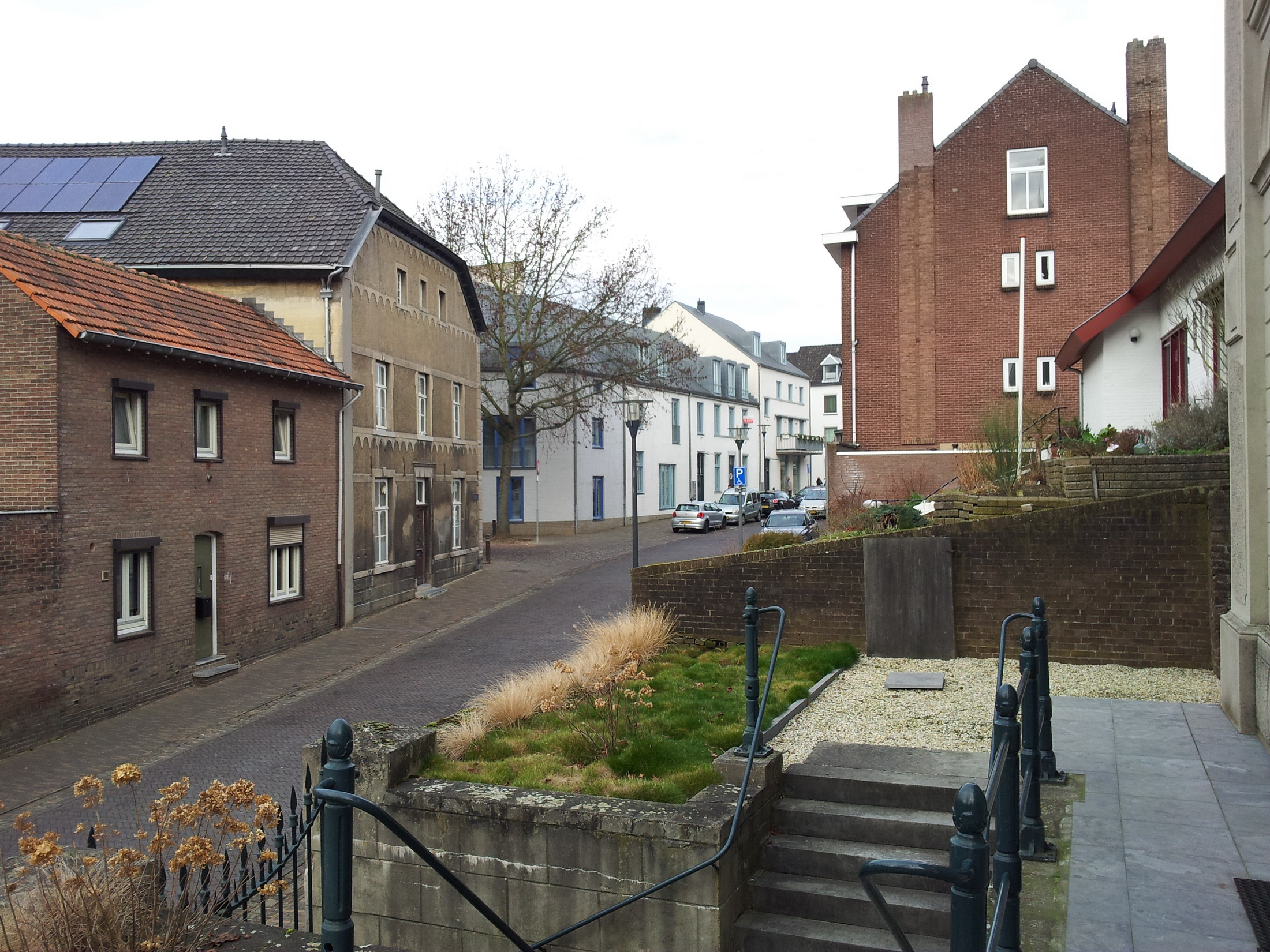
Dorpscentrum van Meerssen

- Het voormalig raadhuis, aan Beekstraat 22-24, door Carl Weber, neogotisch pand, vanaf 1952 in gebruik als politiebureau.
- De Groote Molen, watermolen op de Geul
- Boerderijen en woonhuizen:
  - Markt 10, woonhuis van omstreeks 1750, maakte deel uit van een in oorsprong 17e-eeuwse boerderij.
  - Proosdijhof, aan Kerkstraat 27, gesloten boerderij van omstreeks 1840.
  - Woonhuizen Markt 1, Markt 3, en Beekstraat 25, mogelijk kanunnikenhuizen geweest, in de 19e eeuw van nieuwe voorgevel voorzien.
  - Beekstraat 52, van de 18e eeuw, mogelijk een kanunnikenhuis geweest.
  - Bunderstraat 21, heeft een gevelsteen die deels in rococostijl is.
  - Voormalig hotel De Geulvallei, aan Tussen de Bruggen 1, van 1760, in bezit geweest van Louis Regout (1887-1903) en de Zusters van de Heilige Harten (1903-1952)
  - Boerderij Tussen de Bruggen 2-4, L-vormige mergelstenen hoeve van 1734, verbouwd in de 19e eeuw.
- Groeve Waterval, een geologisch monument
- Sinds 2014 wordt jaarlijks door jonkheid Bartholomeus tijdens Hemelvaart een mei-den gehaald met trekpaarden en geplaatst op de markt naast de basiliek.[6][7]

Zie ook
- Lijst van gemeentelijke monumenten in Meerssen
- Lijst van rijksmonumenten in Meerssen
- Weert
- Raar
- Proosdij van Meerssen

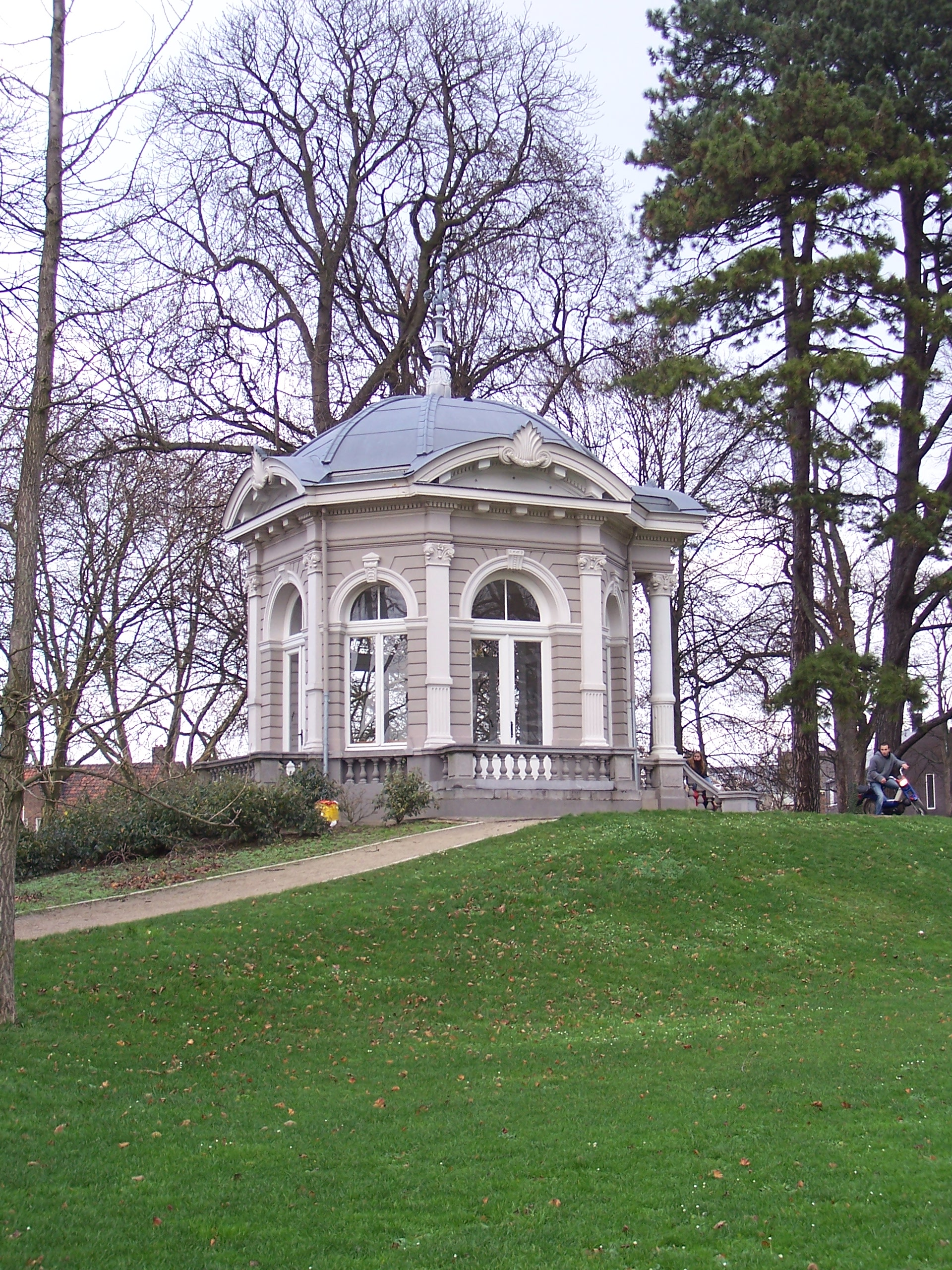
Gloriette in het Proosdijpark
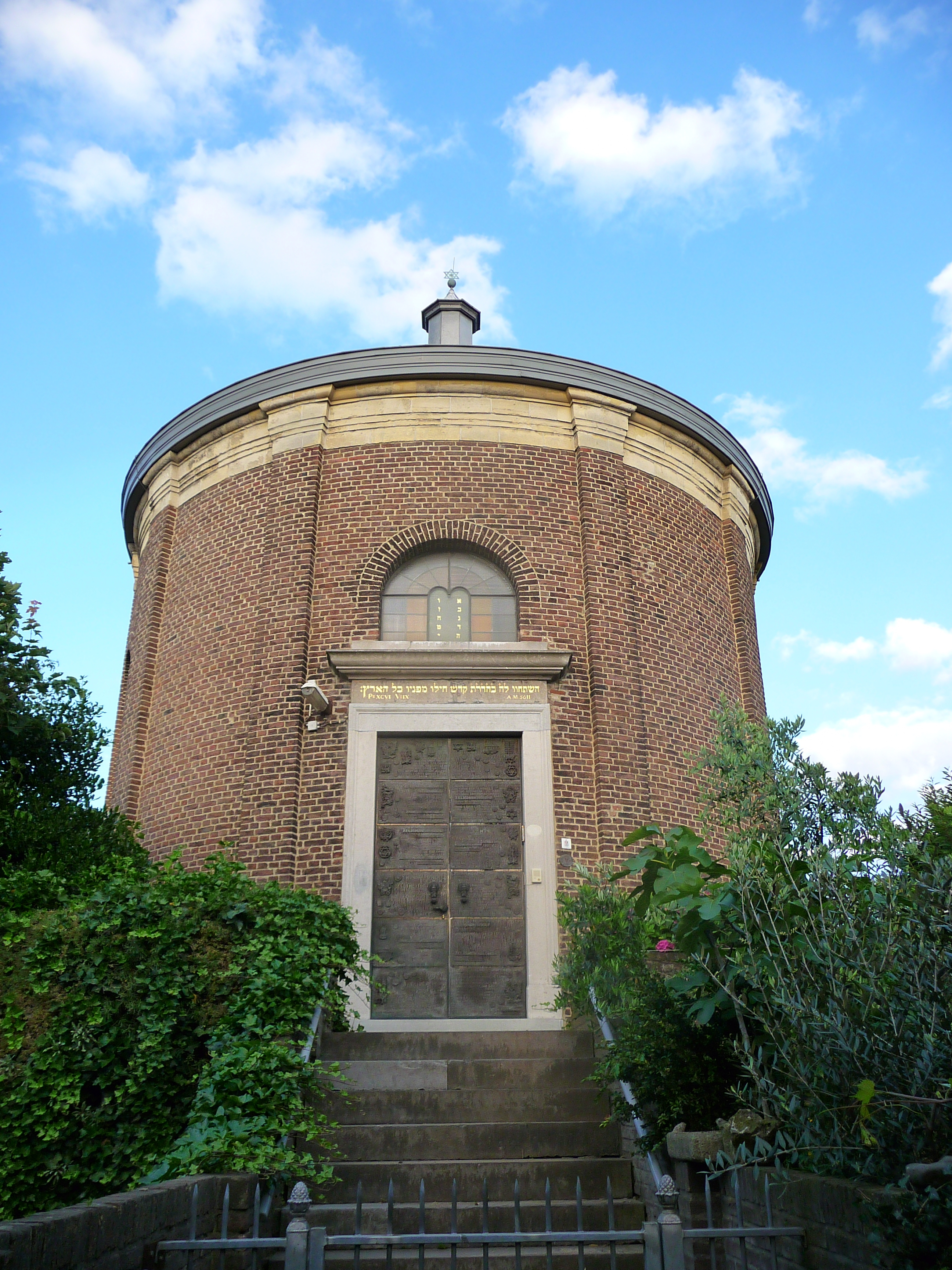
Synagoge van Meerssen
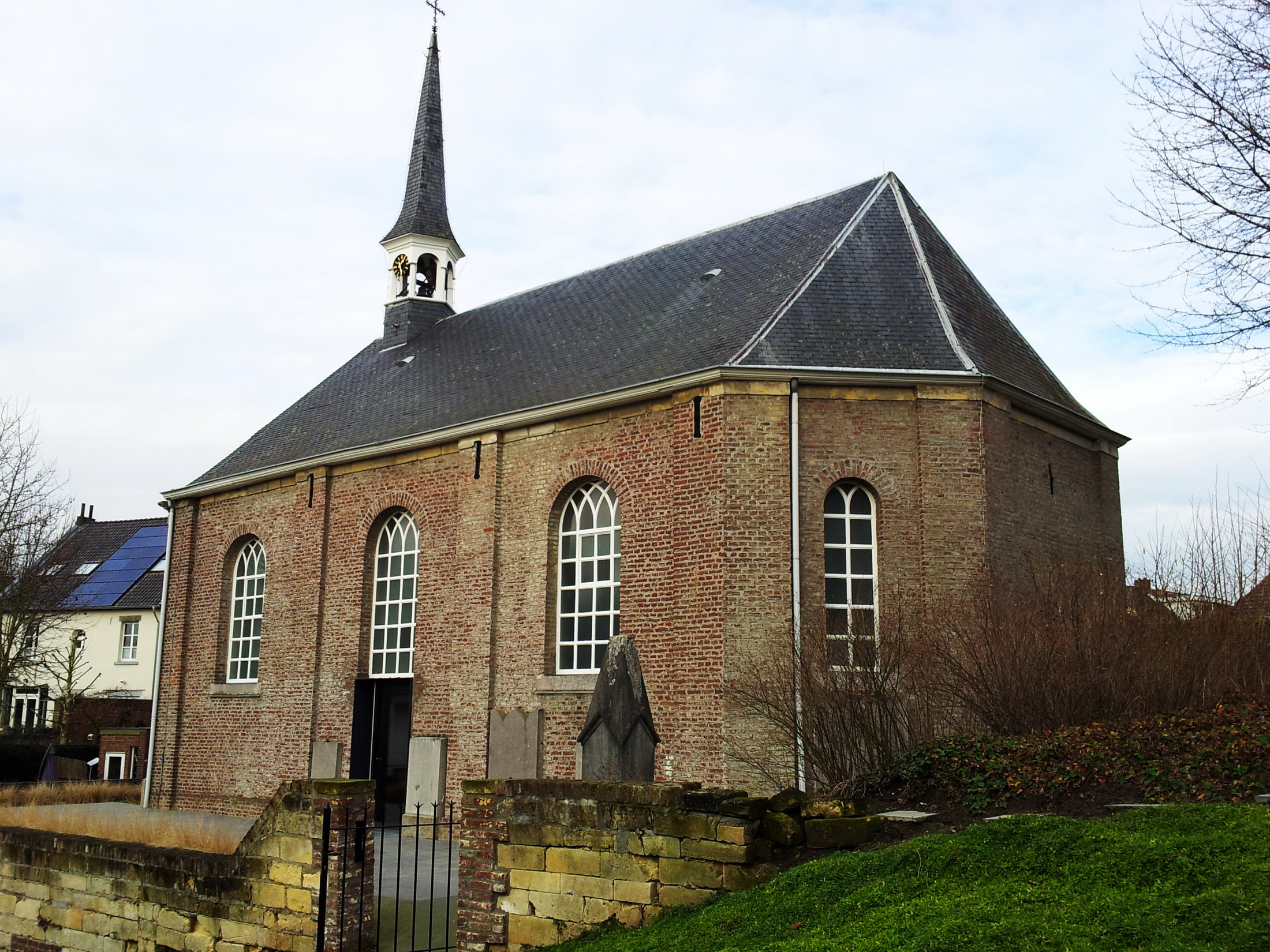
Leopoldskerkje
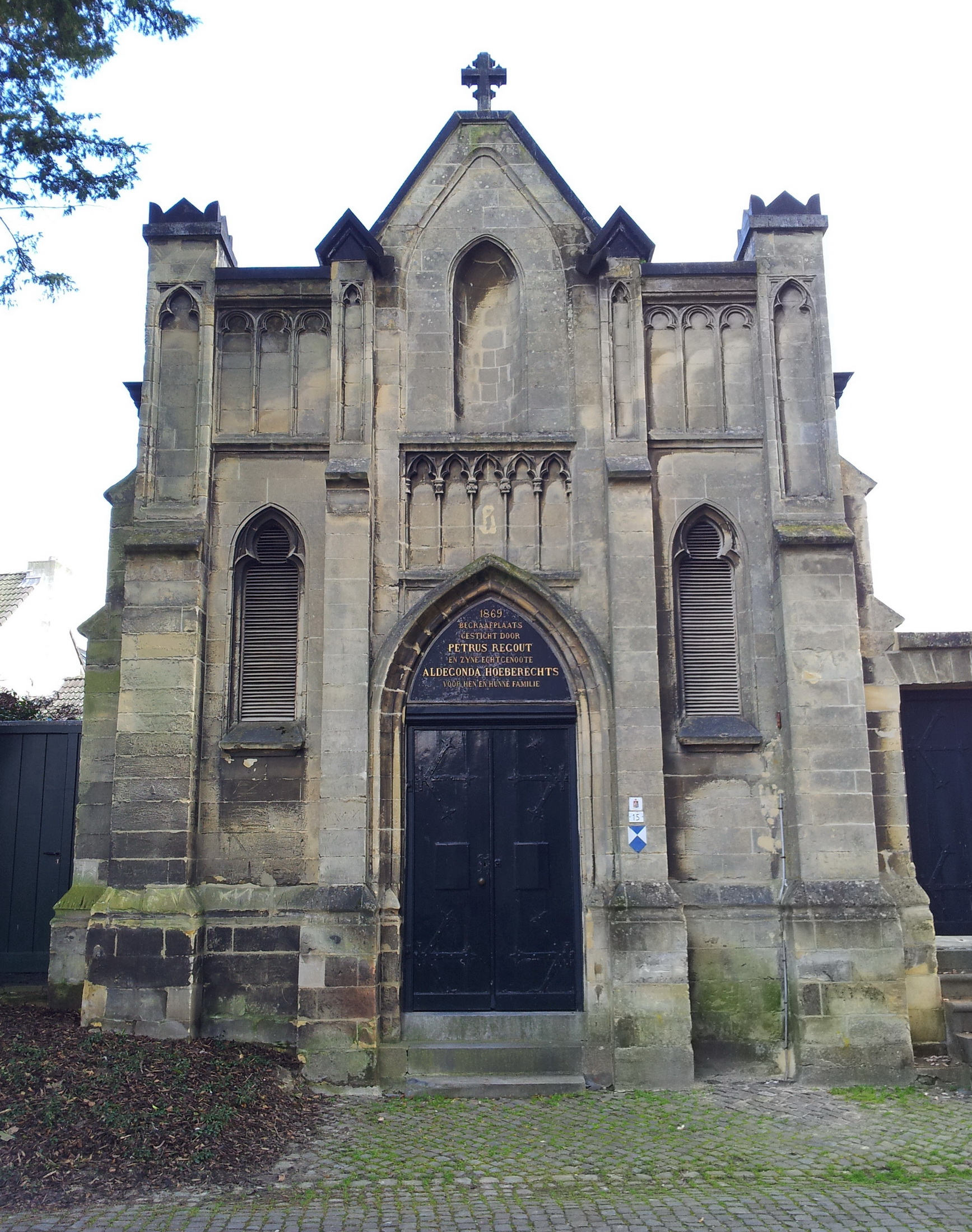
Grafkelder familie Regout
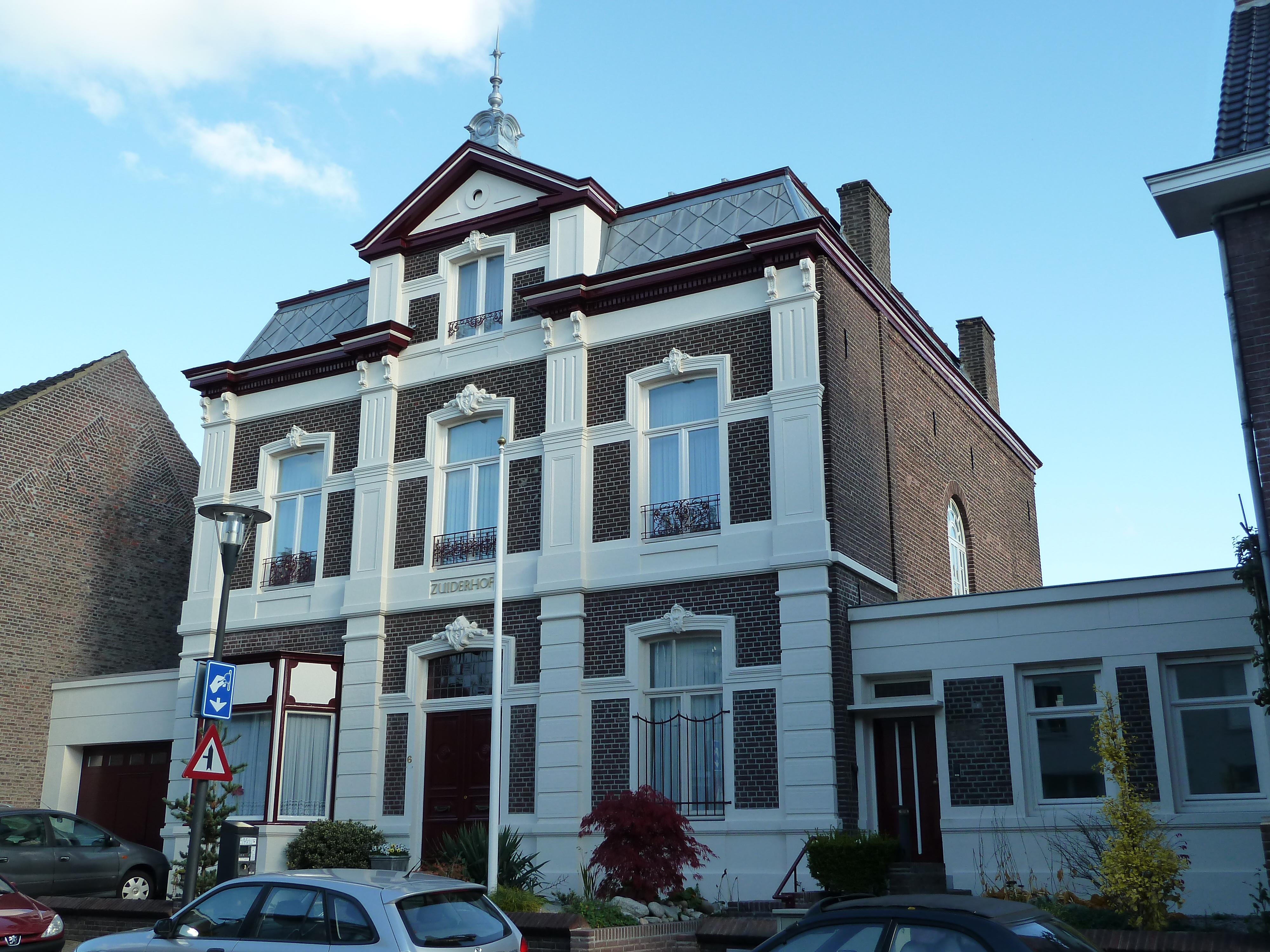
Kuileneindestraat 6
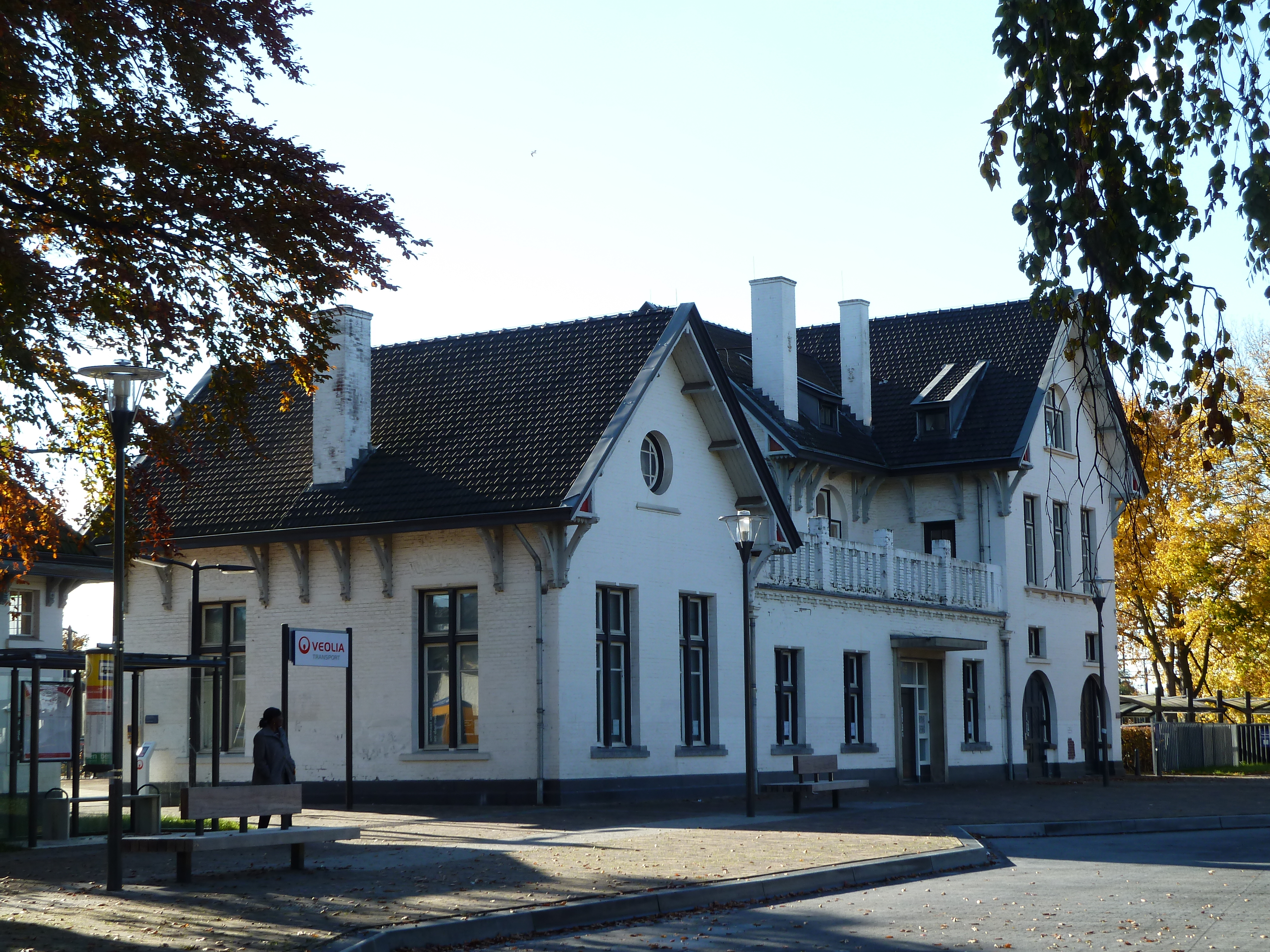
Station Meerssen
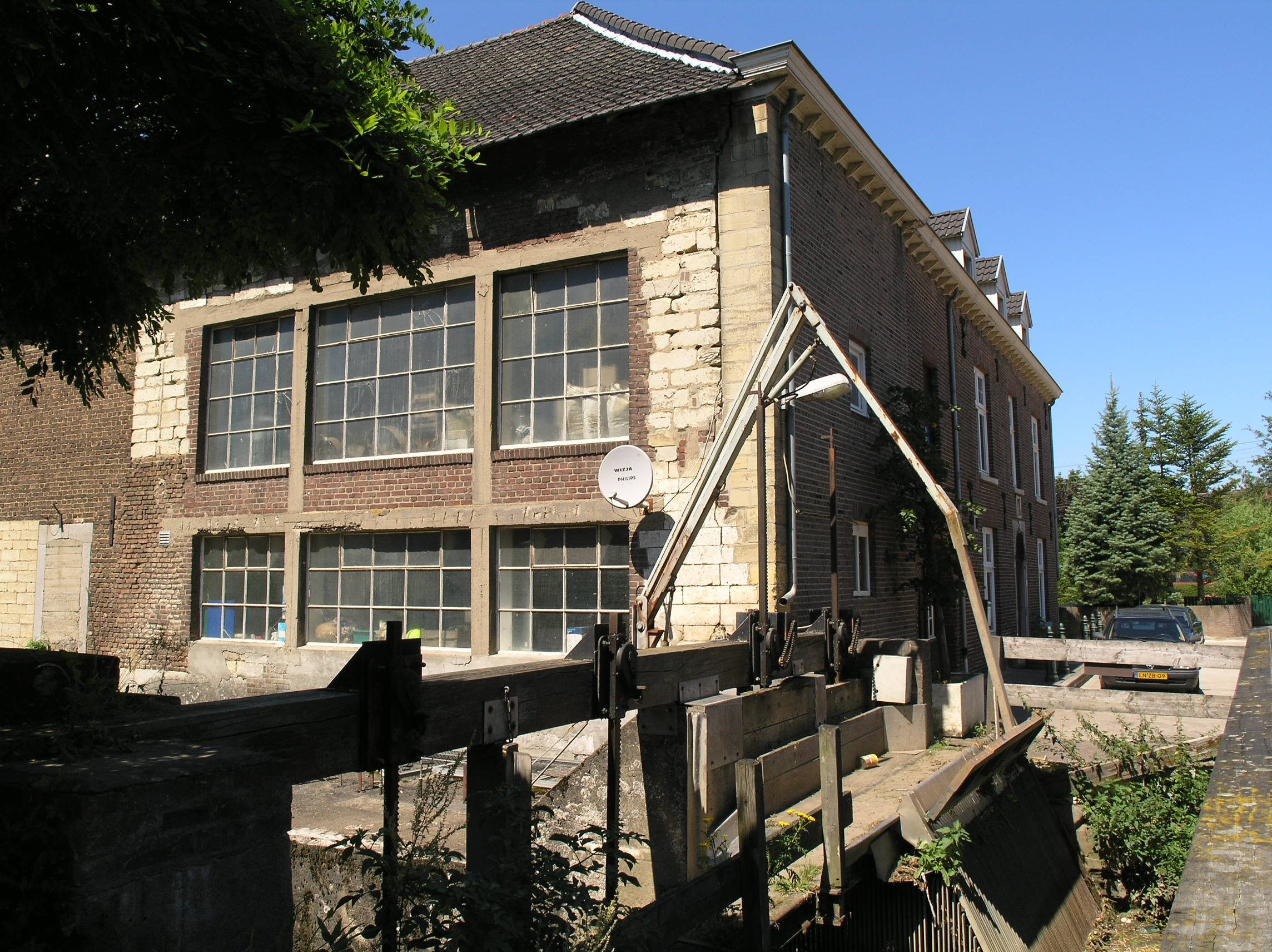
Groote Molen
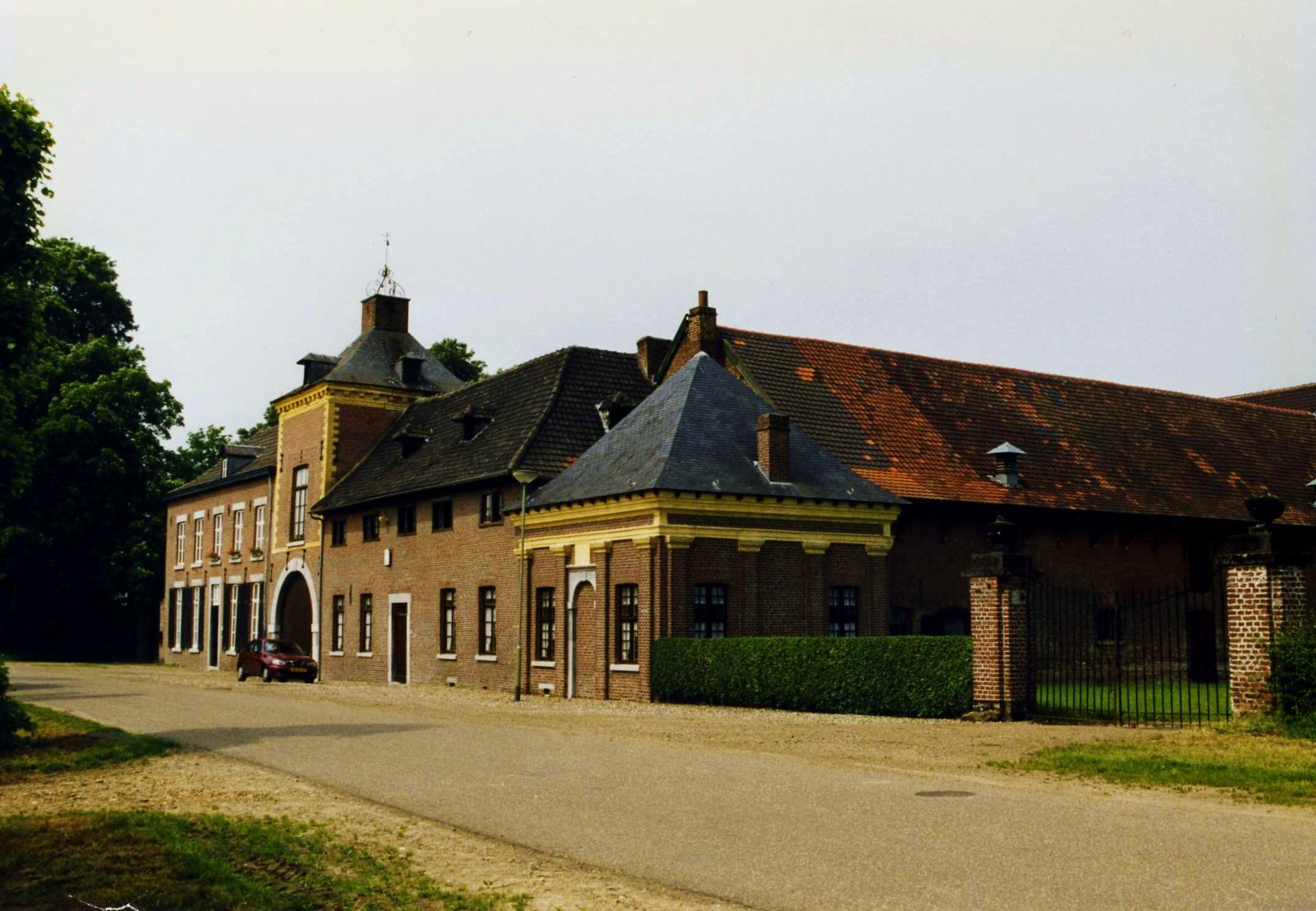
Weerterhof

## Sport
- Voetbalclub SV Meerssen
- Hockeyclub HVM

### Wielrennen
Vanaf de eerste Amstel Gold Race in 1966 tot en met 1990 was Meerssen de finishplaats van deze wielerklassieker. Uitzondering hierop is 1968 toen de finish in Elsloo werd gesitueerd. De Amstel Gold Race komt nog steeds door Meerssen waar de Lange Raarberg wordt beklommen.
Daarnaast heeft Meerssen meerdere malen gefungeerd als finishplaats van het Nederlands kampioenschap wielrennen en één keer van het wereldkampioenschap wielrennen.

## Geboren in Meerssen
- Charles Eyck (1897-1983), kunstschilder
- Maria van der Hoeven (1949), CDA-politica
- Erik Meijer (1969), voetballer
- Jules van Dongen (1990), darter
- Britt Renzen (2002), voetbalster
- Ruben van Bommel (2004), voetballer